# Pro Marcello
Le Pro Marcello (pour Marcellus) est un petit discours de Cicéron, prononcé en -46 devant le Sénat pour remercier Jules César de sa clémence envers l’ancien consul Marcellus.

## Circonstances
Le consul de 51 av. J.-C., Marcellus, avait proposé au Sénat de retirer à César le gouvernement des Gaules, puis avait pris parti pour Pompée dans la guerre civile. César, vainqueur à Pharsale, l'exila à Mytilène.
En 46 av. J.-C., sur une demande de son cousin Caius (consul en 49 av. J.-C., rallié à César), demandée appuyée par un certain nombre de sénateurs, César autorise Marcellus à revenir à Rome. Enthousiasmé par ce qui semblait un retour d'influence du Sénat, Cicéron prononça alors ce discours d'éloge à l’adresse de César pour le remercier de sa clémence. C’est surtout pour lui l’occasion de montrer son appui au dictateur, tout en lui suggérant de restaurer la République et de procéder à des réformes de l'État,.
Finalement, Marcellus est assassiné dans d’étranges circonstances avant d’avoir revu Rome.

## Structure du discours
chap. I : Tout le monde est heureux de revoir bientôt Marcellus au Sénat.
chap. II à IV : César est loué pour ses exploits militaires, mais il fait encore plus fort en se montrant clément envers ses ennemis.
chap. V-VI : Contrairement à Pompée, César œuvre pour la paix, que Cicéron et Marcellus ont toujours souhaitée.
chap. VII à X : César ne doit pas craindre d’attentats de la part d’éventuels ennemis. Tous les citoyens lui doivent la vie ; la République repose sur lui. Cicéron invite César à parfaire sa gloire en assurant la prospérité de Rome.
chap. XI : On se réjouit du retour de Marcellus.

## Extrait
Extrait du chap. 3 : Domuisti gentis immanitate barbaras, multitudine innumerabilis, locis infinitas, omni copiarum genere abundantis: sed tamen ea uicisti, quae et naturam et condicionem ut uinci possent habebant. Nulla est enim tanta uis, quae non ferro et uiribus debilitari frangique possit. Animum uincere, iracundiam cohibere, uictoriam temperare, aduersarium nobilitate, ingenio, uirtute praestantem non modo extollere iacentem, sed etiam amplificare eius pristinam dignitatem, haec qui fecit, non ego eum cum summis uiris comparo, sed simillimum deo iudico.
Traduction : Vous avez conquis des peuples barbares par leur férocité, innombrables par leur multitude, illimités par leurs territoires, riches par la variété de leurs ressources ; cependant vous avez vaincu ce qui par sa nature et sa condition pouvait être vaincu. En effet, il n’existe aucune force, aussi grande soit-elle, qui ne puisse être affaiblie et brisée par le fer et les forces. Vaincre ses sentiments, maîtriser sa rancœur, être modéré à l’égard du vaincu, non seulement relever un adversaire remarquable par sa noblesse, son intelligence, son courage, mais aussi accroître son prestige d’autrefois, celui qui fait ça, je ne le compare pas aux grands hommes, mais je le juge semblable à un dieu.